# Stig Wennerström – Spion i kallt krig
Stig Wennerström – Spion i kallt krig är en svensk historisk delvis dramatiserad dokumentärserie som hade premiär på TV4 den 15 december 2017. Serien som är regisserad av Göran Ellung består av tre avsnitt.

## Handling
Serien handlar om spionen Stig Wennerström som med egna ord, ifrån de bandade förhören, berättar om hur han spionerade för Sovjet under nästan hela sin karriär inom den svenska försvarsmakten.

## Medverkande (i urval)
- Thérèse Brunnander - Karin Rosén
- Peder Falk - Stig Wennerström
- Peter Carlberg - Bror Lindén
- Max Lapitskij - general Kuvinov